# Italië op het Eurovisiesongfestival 1984
Italië deed mee aan het Eurovisiesongfestival 1984 in Luxemburg (Luxemburg). Het was de zevenentwintigste deelname van het land.

## Nationale selectie
Net zoals de voorbije jaren besloot de RAI, de Italiaanse nationale omroep, hun kandidaat voor het Eurovisiesongfestival intern te kiezen. Er werd gekozen voor Alice & Franco Battiato met het lied I treni di Tozeur.

## In Luxemburg
In Luxemburg moest Italië aantreden als achttiende net na Zwitserland en voor Portugal.
Op het einde van de puntentelling bleek dat Alice (zangeres) & Franco Battiato op een 5de plaats waren geëindigd met 70 punten.
Men ontving 2 keer het maximum van de punten.
Nederland en België hadden geen punten over voor deze inzending.

### Gekregen punten

#### Finale
| 12 punten          | 10 punten   | 8 punten   | 7 punten                             | 6 punten    |
| ------------------ | ----------- | ---------- | ------------------------------------ | ----------- |
| - Finland - Spanje | - Luxemburg | - Portugal | - Oostenrijk - Turkije - Zwitserland | - Duitsland |
| 5 punten           | 4 punten    | 3 punten   | 2 punten                             | 1 punt      |
|                    |             |            |                                      | - Noorwegen |

### Punten gegeven door Italië

#### Finale
Punten gegeven in de finale:
| 12 punten | Ierland             |
| 10 punten | Verenigd Koninkrijk |
| 8 punten  | Spanje              |
| 7 punten  | Frankrijk           |
| 6 punten  | Zweden              |
| 5 punten  | Denemarken          |
| 4 punten  | Zwitserland         |
| 3 punten  | Luxemburg           |
| 2 punten  | Duitsland           |
| 1 punt    | België              |

1956 · 1957 · 1958 · 1959 · 1960 · 1961 · 1962 · 1963 · 1964 · 1965 · 1966 · 1967 · 1968 · 1969 · 1970 · 1971 · 1972 · 1973 · 1974 · 1975 · 1976 · 1977 · 1978 · 1979 · 1980 · 1981-1982 · 1983 · 1984 · 1985 · 1986 · 1987 · 1988 · 1989 · 1990 · 1991 · 1992 · 1993 · 1994-1996 · 1997 · 1998-2010 · 2011 · 2012 · 2013 · 2014 · 2015 · 2016 · 2017 · 2018 · 2019 · 2020 · 2021 · 2022 · 2023 · 2024 · 2025